# Халід Асаад
Халід Асаад (Халід аль-Асад, араб. ‏خالد الأسعد‎; 1 січня 1932 — 18 серпня 2015) — сирійський археолог, головний доглядач (1963–2003) і один із ключових дослідників античного комплексу Пальміри. Викрадений і страчений терористами із Ісламської Держави.

## Біографія
Асаад народився у Пальмірі в 1934 році. Отримав освіту в Дамаскському університеті. У 1954 році приєднався до сирійського відділення партії «Баас». З 60-их років займався вивченням античної спадщини стародавньої Пальміри. У 1963 році очолив античний комплекс міста. Спільні дослідження Асаада із американськими, французькими, німецькими, польськими та швейцарськими дослідниками були основою для включення руїн античних споруд Пальміри до списку Світової спадщини ЮНЕСКО у 1980 році. Видав понад 20 книг на тему Пальміри і Великого шовкового шляху.
Найважливішими археологічними знахідками Асаада була частина головного міського перехрестя і численні гробниці поблизу руїн комплексу. У 2003 році науковець пішов на пенсію із поста головного доглядача античного комплексу, але продовжував дослідження. Вільно володів арамейською мовою, виконував переклади із неї. Отримував польські, французькі та туніські нагороди (зокрема, орден «За заслуги перед Польщею»).
У кінці травня 2015 року Пальміру захопило терористичне угруповання Ісламська Держава, відоме своїм нетерпимим ставленням до християнських, язичницьких і мусульманських пам'яток культури. У середині липня Асаад був захоплений бойовиками у полон. Попри кількатижневі катування, він відмовився видавати розташування схованих античних артефактів, тому 18 серпня був публічно обезголовлений терористами. Ісламісти звинуватили його в підтримці президента Сирії Башара Асада, участі у наукових конференціях з «невірними» і вивчанні «ідолів». Тіло Асаада залишили на центральній площі Пальміри. В ЮНЕСКО засудили убивство Асаада, назвавши це «страхітливим актом».
Халід Асаад був батьком для одинадцяти дітей — шести синів та п'яти доньок.

## Оцінки
Низка істориків вважає Халіда Асаада найвидатнішим дослідником пальмірської античної спадщини. Глава Директорату музеїв і старожитностей Сирії Маамун Абдул Карім назвав його «одним із найважливіших першопрохідців сирійської археології у XX столітті».
Внесок Асаада у вивчення Пальміри порівнюють із вкладом англійського археолога Говарда Картера у дослідження Стародавнього Єгипту.